# Узбекистан на зимних Азиатских играх 2011
Узбекистан принял участие в 7-х зимних Азиатских играх, проводившихся в 2011 году в Астане и Алма-Ате, отправив восьмерых спортсменов, участвовавших в соревнованиях по биатлону, горнолыжному спорту и фигурному катанию. По результатам Игр сборная Узбекистана не завоевала ни одной медали.

## Биатлон
Тренером узбекских биатлонистов на 7-х зимних Азиатских играх был Сергей Серебряков.
| Дисциплина                            | Спортсмен       | Результат          | Место |
| ------------------------------------- | --------------- | ------------------ | ----- |
| Спринт, 10 км, мужчины                | Мурод Ходжибаев | 35:21.3 (+6:19.7)  | 9     |
| Спринт, 10 км, мужчины                | Анузар Юнусов   | 35:52.4 (+6:50.8)  | 10    |
| Гонка преследования, 12,5 км, мужчины | Мурод Ходжибаев | круг               | -     |
| Гонка преследования, 12,5 км, мужчины | Анузар Юнусов   | круг               | -     |
| Индивидуальная гонка, 20 км, мужчины  | Мурод Ходжибаев | 1:13:43.2 +13:02.0 | 9     |
| Индивидуальная гонка, 20 км, мужчины  | Анузар Юнусов   | 1:21:42.6 +21:01.4 | 10    |

## Горнолыжный спорт
Тренерами узбекских горнолыжников на 7-х зимних Азиатских играх были Андрей Воронов и Вячеслав Стенин.
| Дисциплина                 | Спортсмен         | Результат        | Место |
| -------------------------- | ----------------- | ---------------- | ----- |
| Скоростной спуск (мужчины) | Артём Воронов     | 1:34.66 (+7.14)  | 7     |
| Скоростной спуск (мужчины) | Дмитрий Бабиков   | не закончил      | -     |
| Супергигант (мужчины)      | Артём Воронов     | 1:11.02 (+6.41)  | 5     |
| Супергигант (мужчины)      | Дмитрий Бабиков   | 1:13.02 (+8.41)  | 8     |
| Суперкомбинация (мужчины)  | Артём Воронов     | 1:54.97 (+9.27)  | 6     |
| Суперкомбинация (мужчины)  | Дмитрий Бабиков   | 1:58.80 (+13.10) | 8     |
| Скоростной спуск (женщины) | Ксения Григорьева | 1:44.86 (+7.25)  | 5     |
| Скоростной спуск (женщины) | Светлана Баранова | не закончила     | -     |
| Супергигант (женщины)      | Ксения Григорьева | 1:16.44 (+5.61)  | 6     |
| Супергигант (женщины)      | Светлана Баранова | 1:21.95 (+11.12) | 8     |
| Суперкомбинация (женщины)  | Ксения Григорьева | 2:09.90 (+8.49)  | 6     |
| Суперкомбинация (женщины)  | Светлана Баранова | не закончила     | -     |

## Фигурное катание
19-летний фигурист Миша Ге в мужском одиночном катании занял шестое место. По его словам, он не рассчитывал на высокое место на этих играх, так как они были для него первыми соревнованиями высокого уровня. Гимазетдинова Анастасия, участвовавшая на Играх в женском одиночном катании, по итогам короткой программы занимала восьмое место, но снялась с соревнований из-за травмы ноги. Тренером фигуристов Узбекистана на Играх был Лукаш Абрахамян.
| Дисциплина                | Спортсмен               | Короткая программа | Короткая программа | Произвольная программа | Произвольная программа | Сумма   | Сумма   |
| Дисциплина                | Спортсмен               | Баллы              | Место              | Баллы                  | Место                  | Баллы   | Место   |
| ------------------------- | ----------------------- | ------------------ | ------------------ | ---------------------- | ---------------------- | ------- | ------- |
| Мужское одиночное катание | Миша Ге                 | 53,97              | 9                  | 123,39                 | 5                      | 177,36  | 6       |
| Женское одиночное катание | Гимазетдинова Анастасия | 40,59              | 8                  | снялась                | снялась                | снялась | снялась |